# مشهد الشيخ نجم الدين الخيوشاني
ضريح الشيخ نجم الدين الخيوشاني، هو أحد المساجد التي انشئت في عصر الدولة الأيوبية في مصر. يقع بقبة الإمام الشافعي.

## وصلات خارجية
- آثار القاهرة الإسلامية نسخة محفوظة 31 مايو 2014 على موقع واي باك مشين.